# Xavier Puigdemont i Torramilans
Xavier Puigdemont i Torramilans   (Salt, 8 d'abril de 1970), més conegut com a Xevi Puigdemont, és un expilot d'enduro català de renom internacional. Entre els èxits acumulats al llarg de la seva dilatada carrera (més de vint anys com a pilot d'enduro i cap a mil curses disputades), cal destacar-ne els seus sis títols de Campió d'Espanya -comptant-ne un de Scratch- i el fet d'haver estat el primer català a aconseguir una victòria en un Gran Premi del Campionat del Món, tant en categoria (Finlàndia, 1993) com absoluta (Escòcia, 1998). La tardor del 2010 es retirà definitivament de la competició activa.
El seu germà Marc és també un reconegut pilot d'enduro (n'ha guanyat un Campionat d'Europa i tres d'estatals) i un altre germà, Gerard, és entrenador de futbol i actualment forma part del cos tècnic del Bolívar de La Paz (Bolívia).

## Trajectòria esportiva
Xevi Puigdemont començà a anar en moto a l'edat de 8 anys, el 1978, tot pilotant una Bultaco Chispa pels encontorns de la casa pairal dels seus avis materns, Ca l'Amat. Uns anys més tard, el 1980, va començar a pilotar una Gas Gas Halley de trial, iniciant una llarga etapa de fidelitat a la marca de Salt que durà 23 anys (fins al març del 2003, en què fitxà per KTM).
Després d'una etapa en què es dedicà al trialsín (el 1985 arribà al cinquè lloc als campionats de Catalunya i d'Espanya d'aquest esport), començà a competir en trial amb la Halley fins als 14 anys, edat a la qual canvià a l'enduro i encetà una llarga era d'èxits tant per a ell com per a Gas Gas, entre els quals en destaquen dos títols estatals de 125 cc (1995 i 1996, els quals ajuntats amb els èxits de Paul Edmondson atorgaren el títol de marques a Gas Gas), dos de 250 cc (1998 i 2000) i un d'absolut el 1998. Amb KTM aconseguí un altre títol estatal, el de 125 cc el 2004.
Durant la seva llarga etapa competint al màxim nivell, fou el primer català a guanyar una prova del mundial. «Vaig guanyar a Finlàndia quan semblava que ningú d'aquí no ho podia fer», declarà. Aquell any, 1993, acabà tercer al mundial de 80 cc, posició que repetí el 2000. El 2005 abandonà la competició internacional i continuà actiu en els campionats de Catalunya i d'Espanya, fins que a l'edat de 40 anys es retirà definitivament.

## Cursets d'enduro
Juntament amb el seu germà Marc, actualment dirigeix una escola de formació de joves pilots, instal·lada a la casa de pagès de la seva família materna, Ca l'Amat Gros, a Bescanó (Gironès). Allí, a banda dels afeccionats que s'apunten als seus cursets, s'hi entrenen alguns dels millors pilots del món, com ara Tadeusz Błażusiak, campió del món d'enduro indoor, qui fins i tot està cercant casa pels voltants. També hi van molts pilots finlandesos. Segons Puigdemont, «Els agrada el clima d'aquí i tenen bones connexions amb els seus països des de l'aeroport de Girona».

## Palmarès
- 6 Campionats estatals d'enduro:
  - 1995: 125 cc (Gas Gas)
  - 1996: 125 cc (Gas Gas)
  - 1998: Superiors + Scratch (Gas Gas)
  - 2000: Superiors (Gas Gas)
  - 2004: 125cc (KTM)
- Altres:
  - 3r al Campionat del Món de 80cc (1993, Gas Gas)
  - 3r al Campionat del Món (2000, Gas Gas)
  - Primer català a aconseguir una victòria en categoria en un Gran Premi (Finlàndia, 1993, 80 cc)
  - Primer català a obtenir la victòria absoluta en un Gran Premi (Escòcia, 1998, competint-hi a la categoria de 250 cc)[4]